# Dreinutzungsrasse

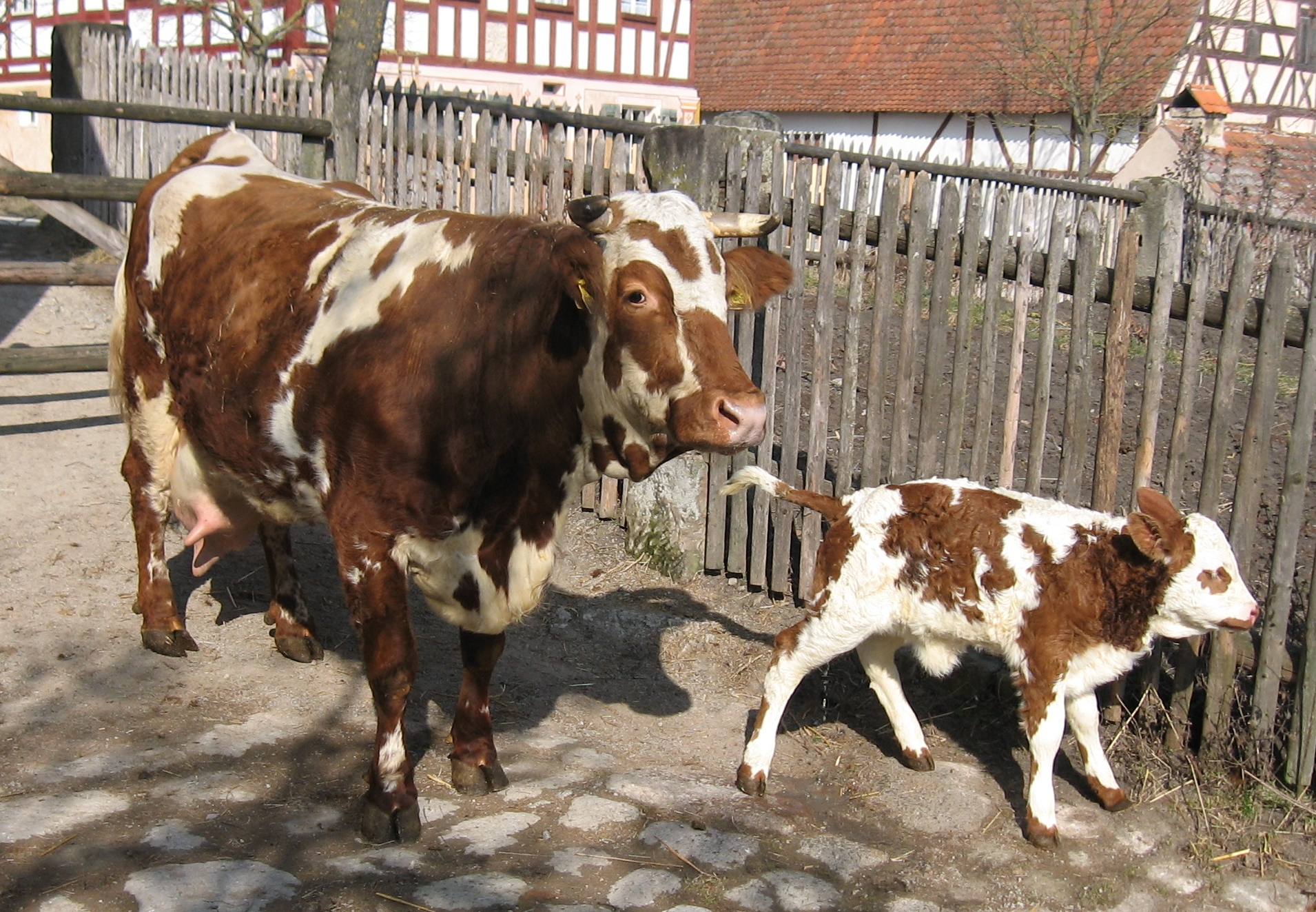
Ansbach-Triesdorfer im Freilandmuseum Bad Windsheim 2011

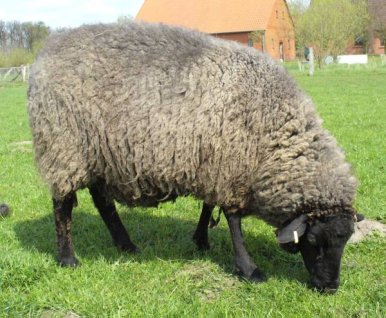
Rauhwolliges Pommersches Landschaf

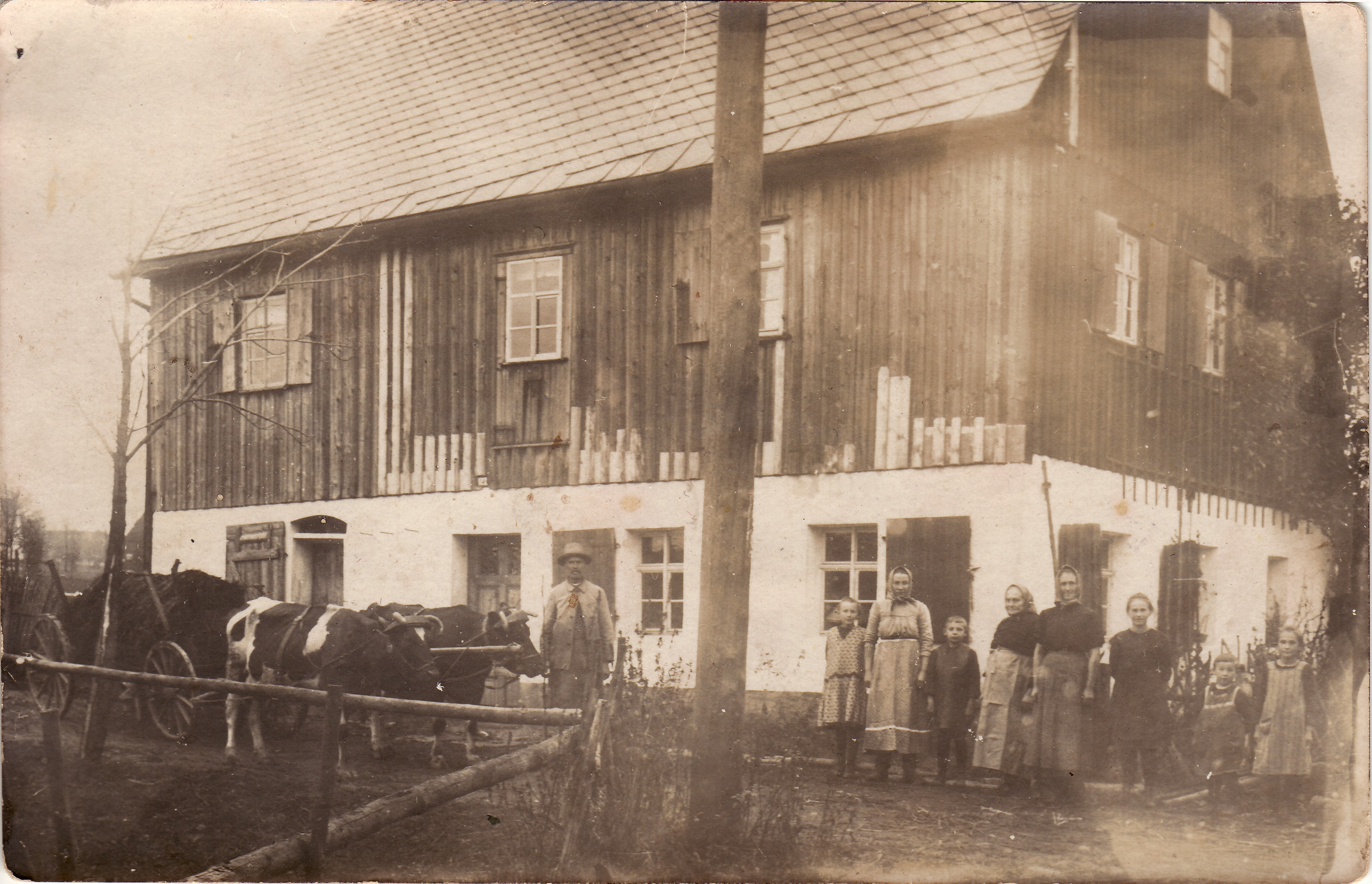
Dreinutzungskühe in Anspannung

Dreinutzungsrasse bezeichnet landwirtschaftliche Haustierrassen, die nicht einseitig auf ein Leistungsmerkmal gezüchtet sind, sondern drei Nutzungsarten in einem Tier vereinen: (1) als Zugtiere eingesetzt werden, (2) durch eigene Aktivitäten die Landschaft pflegen, (3) Milch, Wolle, Häute und Fleisch liefern. Im Gegensatz zu Zweinutzungsrassen sind sie relativ selten und häufig vom Aussterben bedroht. Dreinutzungsrassen finden sich bei Schafen (Wolle, Milch, Fleisch) und bei Rindern (Milch, Fleisch und Zugleistung).

## Bedeutung
Dreinutzungsrassen gelten im 21. Jahrhundert als nicht mehr profitabel, da die landwirtschaftliche Produktion einer zunehmenden Spezialisierung unterworfen ist. Rinder als Zugtiere werden gar nicht mehr benötigt. Diese Spezialisierung setzte im 18. Jahrhundert ein, als Züchter wie Robert Bakewell lokale Rassen, die vorwiegend in der Subsistenzwirtschaft eine Rolle spielten, durch eine selektive Auswahl von qualitativ hervorstechenden Elterntieren gezielt auf einzelne Leistungsmerkmale verbesserte.
Bei Schafen haben sich unterschiedliche Haltungsformen für Milch- und Fleischschafe entwickelt, die unterschiedliche Ansprüche an das Tier stellen. Zudem erreichen Tiere mit zwei oder mehr Zuchtzielen in keinem Teilbereich die Leistung wie Einnutzungsrassen. Viele Zweinutzungsrassen wurden ursprünglich als Dreinutzungsrassen gezüchtet (Gelbvieh, Rotvieh).

## Beispielhafte Dreinutzungsrassen
- Hausrinder
  - Ansbach-Triesdorfer
  - Cachena-Rinder alter Zuchtrichtung
  - Fleckvieh alter Zuchtrichtung
  - Limpurger
  - Pinzgauer
  - Rotes Höhenvieh (mit seinen damaligen Landschlägen, wie z. B. dem Harzer Rotvieh)
  - Murnau-Werdenfelser-Rind
  - Randall-Rind
  - Gelbvieh alter Zuchtrichtung
  - Rotvieh alter Zuchtrichtung

- Schafe
  - Clun-Forest-Schaf
  - Ostfriesisches Milchschaf
  - Waldschaf
  - Rauhwolliges Pommersches Landschaf
  - Walachenschaf

## Einzelbelege
1. ↑  Robert Bakewell (1725–1795). BBC History, abgerufen am 25. Mai 2015.